# 比德
诺森布里亚的比德（Bede，古英语中为Bǣda或Bēda。672或673年—735年5月26日）天主教译聖伯達，聖公會譯聖貝德，英國盎格魯撒克遜時期編年史家及神學家，亦為诺森布里亚本篤會的修士。拉丁文著作《英吉利教會史》，獲尊称为“英国历史之父”。
其一生似乎都是在英格蘭北部韋爾茅斯－雅羅的修道院度過。
据盎格鲁-撒克逊人的文献所记载，比德精通语言学，对天文学、地理学、神学甚至哲学都深有研究。他出生于一个贵族家庭，自幼性格孤僻。传闻就是他发现地球是圆的这个事实，此事记载于他的作品《De temporum ratione》（On the Reckoning of Time）。
由于比德所居住的修道院比邻一个庞大的图书馆，他利用從整個羅馬帝國境內圖書館中蒐集來的眾多資料中，撰寫完成超過四十部（据说有四十五部，不少已失传），有關歷史、科學及神學的巨著。
1899年，比德由教宗良十三世尊为教会圣师，奉为圣人。

## 生平
几乎所有关于比德生平事迹都被包含在他的作品《英吉利教會史》的最后一章中。由于此书完成于约731年，比德暗示完成时他已59岁，由此可得出比德生于673年至675年之间。比德在书中自述他在修道院附近出生，尽管比德没有说明他的身世，但他的名字暗示他出身于贵族（Bǣda这个名字在当时并不常见，只出现在王族中）。
比德七岁时，他的家人送他去本笃会学校读书，先后受教于Benedict Biscop与Ceolfrith门下。
后来他加入本笃会修道，三十岁时晋铎成为神父。
他在“自修不忘工作”的原则下，潜心研究圣经，专务祈祷。圣人在他的自传里曾说：“我的整个幸福，是在读书、教授和写作之中。”从此可见他修己淑人的精神。
735年，比德突患重病，医生束手无策。他的门徒含泪围绕在病榻前朗诵经书。比德自知在世时日无多，加倍努力工作。复活节到耶稣升天节的四十天内，忙于翻译福音书，将若望福音翻译成英文；此外，还将圣依西多禄的笔记汇辑成书。
临死前夕，他整夜不睡，口述若望福音最后一章的译稿。下午三时，他请神父来代他祈祷。傍晚时，抄写员过来对他说：“还有最后一句文字没有写好。”比德口述了这句文字后，高呼道：“上主呀，你说的真对：一切都完成了！请你接受我的灵魂吧！”说完这句，瞑目安逝。

## 历史学

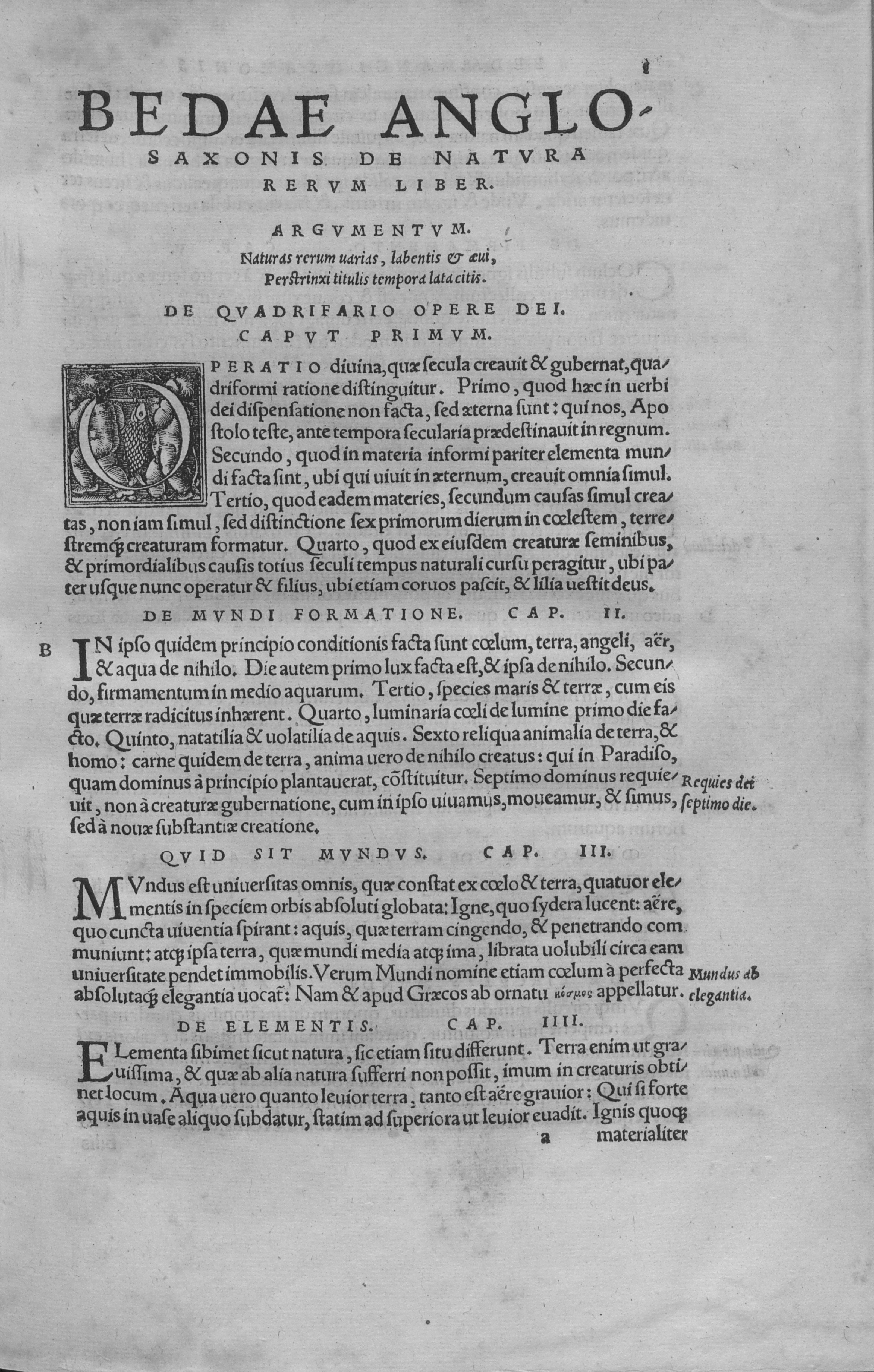
De natura rerum, 1529

歷史學上，他在703年完成《De temporibus》（英文：On Time），是一部較短的編年史。接著他在725年完成一部稍長的編年史《De tenoirum ratione》（英文：On the Reckoning of Time）。他最重要的著作，《英吉利教會史》（Ecclesiastical History of the English People）分為五卷，於731至732年間寫成，從主前55-54年被羅馬征服開始，追溯英國的歷史，直到731年為止。
值得一提的是，該書編年法按耶穌基督降生的那一年，區分為主前（Before Christ，B.C.）與主後（Anno Domini，A.D.）。由於《英吉利教會史》的普及，使得 A.D. 成為主後通用的縮寫。

## 圣经
此外，他一生幾乎都專注在聖經註釋上。最早問世的註釋，約為703至709年完成使徒約翰的啟示錄的註釋，其他著作散見於西歐的修道院圖書館中。
儘管比德常用寓意解經的方式註釋聖經，他也使用聖經批判的方式，試圖解決聖經內文中，看似矛盾之處。
比德使用可靠、正確、鉅細靡遺，的方法，展現出他能區分事實、傳統與異端的能力。在他去世後不到一百年的時間，他被賜予「可敬的」（Venerable）的封號。

## 尊崇
目前沒有證據表明，在8世紀的英国，比德就被尊為“敬虔者”。其中一個原因是他死於坎特伯里的聖奧斯定 節。他後來在英國廣受尊崇，他的紀念日或者是在聖奧斯定節，就是5月26日，或者是在5月27日。然而，他在英格蘭以外受到尊崇，是因為博尼（Boniface）和阿爾昆（Alcuin）的努力，他們兩人促成了歐洲大陸聖徒的敬虔。博尼在他傳教事業中，多次寫信給英國教會，他想要得到比德神學著作的抄本。阿爾昆，曾任教於一所由比德的學生埃格伯特（Egbert）在約克郡創建的學校，他稱讚比德，說比德是修士們學習的榜樣，這對於比德的作品在阿爾昆的朋友圈廣為傳播是大有幫助的。 10世紀英國修道主義復興時期，比德的地位突顯，他的敬虔影響了那個時代，到了14世紀，這種影響已經蔓延到英國的許多大教堂。沃爾夫斯坦·伍斯特主教（Wulfstan, Bishop of Worcester 約1008至1095年），是比德的特別奉獻者，他在1062年為比德奉獻了一座教堂，這是沃爾夫斯坦作為主教的首次奉獻。 
1020年，他的遺骨從賈羅移到了達勒姆大教堂，和聖徒庫斯伯特林迪斯法恩在同一個墓園。1370年，比德的遺骨被轉移到達勒姆大教堂的加里肋亞小教堂（Galilee Chapel）聖墓中。這個聖墓在英國宗教改革中被摧毀，但遺骨被重新被安葬在小教堂。1831年，他的遺骨被挖出來，然後被重新安葬在一個新的墓中，這個墓現在仍然還在。 至於其他遺物，約克、格拉斯頓伯裡 和富爾達 這三個地方都宣稱他們擁有。
1899年，比德被宣布為“教會聖師” ，他在天主教歷史上的學術地位和重要性被確認。他是唯一一個被稱為“教會聖師”的英國人。 他也是但丁《天堂》中唯一的英國人，也在眾多神學家和教會聖師的長詩中被提及。1899年，為紀念他而設定的瞻禮日（慶日）被列入通用羅馬曆，這個瞻禮日是定在5月27日，而不是他去世的日子5月26日，那一天在當時是羅馬教宗聖額我略七世的瞻禮日。而5月25日被英國聖公會和羅馬天主教會共同定為尊崇比德的節日， 而東正教 紀念比德的節日是在5月27日。 
比德，因他的聖潔， 在9世紀 以 “值得尊崇的比德”這個稱號而聞名，但此稱呼與羅馬天主教會的封聖流程無關。據說，是天使奇蹟般地提供了對他的稱呼，從而完成他那未完成的墓誌銘。 比德的這個稱呼在第九世紀首次被使用，這種稱號是公元816年和836年在亞琛召開的兩次教會會議上決定的，除比德外，還有其他幾位獲得相同的稱號。執事保羅（Paul the Deacon）在當時稱讚比德，認為比他配得“可敬者”這個稱號。到了第11和12世紀，這種稱號已成為稀鬆平常。不過，也有人說，比德死後並沒有用這個稱號稱呼他。

## 扩展阅读

Opera Bedae Venerabilis, 1563

- The New Encyclopadia Britannica 15th. Edited by Philip W. Goetz. Chicago: Encyclopadia Britannica, 1985.
- 陶理（Tim Dowley）編。《基督教二千年史》——自第一世紀至當代。香港：海天書樓，2004。
- 麥可．柯林斯著、馬修．普瑞斯。《基督教的故事》。謝青峰、李文茹譯。台灣：台灣麥克股份有限公司，2005。

- Bede (c. 860) . Europeana Regia.   [5 June 2013]. （原始内容存档于2013-12-03）.
- Bede. Plummer, C , 编.  2 vols. 1896.
- Bede. Colgrave, Bertram and Mynors, R. A. B. , 编. . Oxford: Clarendon Press. 1969. ISBN 0-19-822202-5. (Parallel Latin text and English translation with English notes.)
- Bede. . Translated by Leo Sherley-Price, revised R. E. Latham, ed. D. H. Farmer. London: Penguin. 1991. ISBN 0-14-044565-X.
- Bede. McClure, Judith and Collins, Roger , 编. . Oxford: Oxford University Press. 1994. ISBN 0-19-283866-0.
- Bede. Jones, C. W. , 编. . Cambridge, MA: Mediaeval Academy of America. 1943.
- Bede. Wallis, Faith (trans.) , 编. . Liverpool: Liverpool University Press. 2004. ISBN 0-85323-693-3.
- Bede. Holder, Arthur G. (trans.) , 编. . The Classics of Western Spirituality. New York: Paulist Press. 2011. ISBN 0-8091-4700-9. (contains translations of On the Song of Songs, Homilies on the Gospels and selections from the Ecclesiastical history of the English people).
- Swanton, Michael James (trans.). . New York: Routledge. 1998. ISBN 0-415-92129-5.

- Abels, Richard. . Journal of British Studies. 1983, 23 (1): 1–25. JSTOR 175617. doi:10.1086/385808.
- Behr, Charlotte. . Early Medieval Europe. 2000, 9 (1): 25–52. doi:10.1111/1468-0254.00058.
- Blair, Peter Hunter.  Reprint of 1970. Cambridge: Cambridge University Press. 1990. ISBN 0-521-39819-3.
- Brooks, Nicholas. . Howe, Nicholas; Karkov, Catherine  (编). . Tempe, AZ: Arizona Center for Medieval and Renaissance Studies: 1–30. 2006. ISBN 0-86698-363-5.
- Brown, George Hardin. . Boston: Twayne. 1987. ISBN 0-8057-6940-4.
- Brown, George Hardin. . Renascence. 1999, 51 (1): 19–33.
- Campbell, J.  (fee required).  revised May 2008. Oxford University Press. 2004  [2014-05-20]. （原始内容存档于2016-05-16）.
- Cannon, John; Griffiths, Ralph. . Oxford University Press. 1997. ISBN 0-19-822786-8.
- Chadwick, Henry. . Lapidge, Michael  (编). . Cambridge Studies in Anglo-Saxon England #11. Cambridge, UK: Cambridge University Press: 88–95. 1995. ISBN 0-521-48077-9.
- Colgrave, Bertram; Mynors, R. A. B. . . Oxford: Clarendon Press. 1969. ISBN 0-19-822202-5.
- Dorey, T. A. . London: Routledge & Kegan Paul. 1966.
- Farmer, David Hugh.  Fifth. Oxford, UK: Oxford University Press. 2004. ISBN 978-0-19-860949-0.
- Farmer, David Hugh. . Oxford, UK: Oxford University Press. 1978. ISBN 0-19-282038-9.
- Fleming, Robin. . London: Penguin Books. 2011. ISBN 978-0-14-014823-7.
- Goffart, Walter A. . Princeton, N.J.: Princeton University Press. 1988. ISBN 0-691-05514-9.
- Higham, N. J. . Routledge. 2006. ISBN 978-0-415-35368-7.
- Loyn, H.R. . Longman. 1962. ISBN 0-582-48232-1.
- McCready, William D. . Pontifical Institute of Mediaeval Studies  #118. Toronto: Pontifical Institute of Mediaeval Studies. 1994. ISBN 0-88844-118-5.
- Mayr-Harting, Henry. . University Park, PA: Pennsylvania State University Press. 1991. ISBN 0-271-00769-9.
- Meyvaert, Paul. . Speculum (Medieval Academy of America). 1996, 71 (4): 827–883. JSTOR 2865722. doi:10.2307/2865722.
- Obermair, Hannes.  (PDF). Concilium medii aevi (Edition Ruprecht). 2010, 31: 45–57  [2014-05-20]. ISSN 1437-904X. （原始内容存档 (PDF)于2021-02-24）.
- Opland, Jeff. . New Haven and London: Yale U.P. 1980. ISBN 0-300-02426-6.
- Ray, Roger. . Lapidge, Michael;  et al  (编). . Malden, MA: Blackwell: 57–59. 2001. ISBN 978-0-631-22492-1.
- Stenton, F. M.  Third. Oxford: Oxford University Press. 1971. ISBN 978-0-19-280139-5.
- Thacker, Alan. . Early Medieval Europe. 1998, 7 (1): 59–84. doi:10.1111/1468-0254.00018.
- Thompson, A. Hamilton. . Oxford: Oxford University Press. 1969.
- Tyler, Damian. . History. April 2007, 92 (306): 144–161. doi:10.1111/j.1468-229X.2007.00389.x.
- Wallace-Hadrill, J. M. . Oxford Medieval Texts. Oxford: Clarendon Press. 1988. ISBN 0-19-822269-6.
- Ward, Benedicta. . Evans, G. R.  (编). . Malden, MA: Blackwell Publishing: 57–64. 2001. ISBN 978-0-631-21203-4.
- Ward, Benedicta. . Harrisburg, PA: Morehouse Publishing. 1990. ISBN 0-8192-1494-9.
- Wormald, Patrick. . Oxford: Blackwell. 1999. ISBN 0-631-13496-4.
- Wright, J. Robert. . Grand Rapids, MI: Eerdmans. 2008. ISBN 978-0-8028-6309-6.
- Yorke, Barbara. . London: Pearson/Longman. 2006. ISBN 0-582-77292-3.